# واکه مرکزی
واکهٔ مرکزی، سابقاً شناخته‌شده با نام واکهٔ آمیخته، یک گروه آوایی در سبک واکه است که در برخی از زبانهای دنیا به‌کار می‌رود. مشخصهٔ تعریف‌کنندهٔ این سبک از واکه‌ها این است که موقعیت زبان برای تولیدشان، یک‌نیمه‌راه میان واکهٔ جلویی و واکهٔ پشتی است. (در عمل، واکه‌های مرکزی غیرگرد تمایل به روبه‌جلو شدن و واکه‌های مرکزی گردشده تمایل به روبه‌پشت شدن دارند)

## فهرست
واکه‌های مرکزی‌ای که نمادهای مختص‌به‌خود را در الفبای آوانگاری بین‌المللی دارند عبارت‌اند از:
- واکه بسته مرکزی غیرگرد [ɨ]
- واکه بسته مرکزی برآمده [ʉ]
- واکه بسته‌میانی مرکزی غیرگرد [ɘ] (نشریات سابقاً از ⟨ë⟩ استفاده می‌کردند)
- واکه بسته‌میانی مرکزی گرد [ɵ] (نشریات سابقاً از ⟨ö⟩ استفاده می‌کردند)
- واکه میانی مرکزی با گردشدگی مبهم [ə]
- واکه بازمیانی مرکزی غیرگرد [ɜ] (نشریات سابقاً از ⟨ɛ̈⟩ استفاده می‌کرند)
- واکه بازمیانی مرکزی گرد [ɞ] (نشریات سابقاً از ⟨ɔ̈⟩ استفاده می‌کردند)
- واکه پیش‌باز مرکزی با گردشدگی مبهم [ɐ] (به‌صورت نوشتاری برای یک واکهٔ غیرگرد استفاده می‌شود؛ اگر صحت و دقت مطلوب نظرمان باشد، ⟨ɜ̞⟩ برای یک واکهٔ غیرگرد و ⟨ɞ̞⟩ برای یک واکهٔ گرد استفاده می‌شود)

واکه‌های مرکزی دیگری هم وجود دارند که نمادی اختصاصی در الفبای آوانگاری بین‌المللی ندارند:
- واکه بسته مرکزی فشرده [ÿ]
- واکه پیش‌بسته مرکزی غیرگرد [ɨ̞]، [ɪ̈]، [ɪ̠] یا [ɘ̝] (نماد غیررسمی: ⟨ᵻ⟩)
- واکه پیش‌بسته مرکزی برآمده [ʉ̞]، [ʊ̈]، [ʊ̟] یا [ɵ̝] (نماد غیررسمی: ⟨ᵿ⟩)
- واکه پیش‌بسته مرکزی فشرده [ʏ̈]
- واکه میانی مرکزی غیرگرد [ɘ̞] یا [ɜ̝] (عموماً به‌صورت ⟨ə⟩ نوشته می‌شود)
- واکه میانی مرکزی برآمده [ɵ̞] یا [ɞ̝] (اگر که بسته‌میانی باشد عموماً به‌صورت ⟨ɵ⟩ نوشته می‌شود)
- واکه میان مرکزی فشرده [əᵝ]
- واکه باز مرکزی غیرگرد [ä] (اگر که جلویی باشد عموماً به‌صورت ⟨a⟩ نوشته می‌شود)
- واکه باز مرکزی گرد [ɒ̈]